# Мішево-Муроване
Мішево-Муроване (пол. Miszewo Murowane) — село в Польщі, у гміні Бодзанув Плоцького повіту Мазовецького воєводства.
Населення — 343 особи (2011).
У 1975-1998 роках село належало до Плоцького воєводства.

## Демографія
Демографічна структура станом на 31 березня 2011 року:
|          | Загалом | Допрацездатний вік | Працездатний вік | Постпрацездатний вік |
| -------- | ------- | ------------------ | ---------------- | -------------------- |
| Чоловіки | 168     | 35                 | 116              | 17                   |
| Жінки    | 175     | 30                 | 107              | 38                   |
| Разом    | 343     | 65                 | 223              | 55                   |